# Альварадо, Карлос Альберто
Ка́рлос Альбе́рто Альвара́до (исп. Carlos Alberto Alvarado; 2 апреля 1945) — аргентинский конник, участник летних Олимпийских игр в индивидуальном и командном троеборье.

## Спортивная биография
На летних Олимпийских играх 1972 года в Мюнхене Карлос Альварадо принял участие в троеборье. В личном троеборье аргентинец не смог закончить кросс и вынужден был завершить своё выступление на играх. В командном троеборье сборная Аргентины не смогла завершить турнир, поскольку 3 из 4-х конников, стартовавших на играх не завершили программу троеборья. На играх Альварадо выступал на лошади Rastreador.